# Пески (Далматовский район)
Пески — село в Далматовском районе Курганской области. Административный центр Песковского сельсовета.

## История
До 1917 года входило в состав Першинской волости Шадринского уезда Пермской губернии. По данным на 1926 год состояло из 432 хозяйств. В административном отношении являлось центром Песковского сельсовета Далматовского района Шадринского округа Уральской области.

## Население
| 1989 | 2002 | 2010 |
| ---- | ---- | ---- |
| 525  | ↘475 | ↘368 |

По данным переписи 1926 года в селе проживало 1938 человек (906 мужчин и 1032 женщины), в том числе: русские составляли 99 % населения.